# MedlinePlus

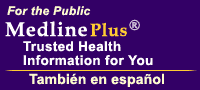

MedlinePlus – internetowa baza gromadząca informacje medyczne dla pacjentów, ich rodzin i pracowników ochrony zdrowia, powstała z inicjatywy National Library of Medicine. Zawiera dane z National Library of Medicine, National Institutes of Health, a także innych amerykańskich agencji rządowych. Jest dostępna w języku angielskim i hiszpańskim.
MedlinePlus została uruchomiona w październiku 1998.